# 360-km-Rennen von Jarama 1988

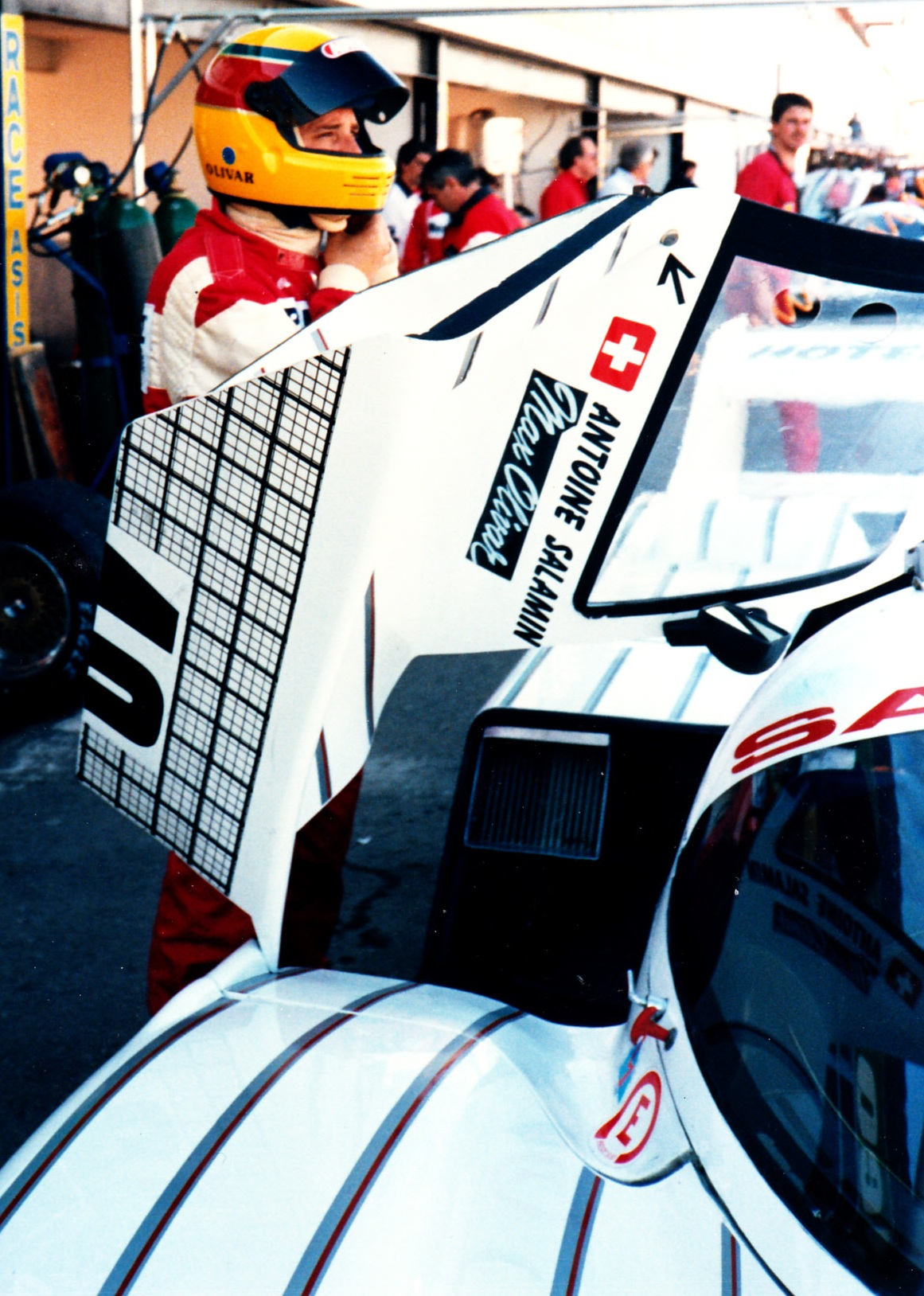
Max Cohen-Olivar vor dem Rennstart

Das 360-km-Rennen von Jarama 1988, auch Supersprint Jarama, fand am 13. März auf dem Circuito del Jarama statt und war der zweite Wertungslauf der Sportwagen-Weltmeisterschaft dieses Jahres.

## Das Rennen
Nach dem Erfolg von Sauber mit dem C9 und den Fahrern Jean-Louis Schlesser, Mauro Baldi und Jochen Mass bei der Saisoneröffnung in Jerez siegte Jaguar beim ersten Sprintrennen des Jahres. Die von Peter Sauber und Max Welti beschlossene 2-Stopp-Strategie erwies sich im Nachhinein als Fehlentscheidung, da das Konkurrenzteam von Jaguar nur einmal zum Fahrerwechsel und Nachtanken stoppte. Der Sauber C9 von Schlesser und Baldi war im Rennen beständig schneller als der siegreiche Jaguar XJR-9 von Eddie Cheever und Martin Brundle. Der zusätzliche Boxenstopp kostete aber so viel Zeit, dass im Ziel 20 Sekunden auf das Siegerteam fehlten.

## Ergebnisse

### Schlussklassement
| 1               | C1 | 1   | Silk Cut Jaguar           | Eddie Cheever Martin Brundle        | Jaguar XJR-9          | 109 |
| 2               | C1 | 61T | Team Sauber Mercedes      | Jean-Louis Schlesser Mauro Baldi    | Sauber-Mercedes C9/88 | 109 |
| 3               | C1 | 3   | Silk Cut Jaguar           | John Nielsen John Watson            | Jaguar XJR-9          | 107 |
| 4               | C1 | 5   | Brun Motorsport           | Manuel Reuter Uwe Schäfer           | Porsche 962C          | 107 |
| 5               | C1 | 10  | Porsche Kremer Racing     | Kris Nissen Volker Weidler          | Porsche 962C          | 106 |
| 6               | C1 | 6   | Brun Motorsport           | Jesús Pareja Oscar Larrauri         | Porsche 962C          | 106 |
| 7               | C2 | 111 | Spice Engineering         | Gordon Spice Ray Bellm              | Spice SE88C           | 104 |
| 8               | C1 | 8   | Joest Racing              | Frank Jelinski Louis Krages         | Porsche 962C          | 103 |
| 9               | C1 | 4   | Brun Motorsport           | Walter Brun Massimo Sigala          | Porsche 962C          | 103 |
| 10              | C2 | 107 | Chamberlain Engineering   | Claude Ballot-Léna Jean-Louis Ricci | Spice SE88C           | 103 |
| 11              | C2 | 103 | Spice Engineering         | Thorkild Thyrring Almo Coppelli     | Spice SE88C           | 101 |
| 12              | C2 | 127 | Chamberlain Engineering   | Nick Adams Graham Duxbury           | Spice SE86C           | 100 |
| 13              | C2 | 106 | Kelmar Racing             | Pasquale Barberio Vito Veninata     | Tiga GC288            | 98  |
| 14              | C2 | 115 | ADA Engineering           | Dudley Wood John Sheldon            | ADA 03                | 97  |
| 15              | C1 | 48  | Swiss Team Salamin        | Antoine Salamin Max Cohen-Olivar    | Porsche 962C          | 95  |
| 16              | C2 | 101 | Dollop Racing             | Jean-Pierre Frey Nicola Marozzo     | Argo JM19B            | 79  |
| 17              | C2 | 117 | Team Lucky Strike Schanch | Will Hoy Martin Schanche            | Argo JM19C            | 79  |
| Ausgefallen     |    |     |                           |                                     |                       |     |
| 18              | C1 | 2   | Silk Cut Jaguar           | Jan Lammers Johnny Dumfries         | Jaguar XJR-9          | 96  |
| 19              | C2 | 121 | GP Motorsport             | Costas Los Philippe de Henning      | Spice SE87C           | 89  |
| 20              | C1 | 7   | Joest Racing              | Bob Wollek Klaus Ludwig             | Porsche 962C          | 62  |
| 21              | C2 | 123 | Charles Ivey Racing       | Wayne Taylor Tim Harvey             | Tiga GC287            | 45  |
| 22              | C2 | 109 | Kelmar Racing             | Maurizio Gellini Ranieri Randaccio  | Tiga GC85             | 32  |
| 23              | C2 | 177 | Louis Descartes           | Louis Descartes Jacques Heuclin     | ALD 03                | 30  |
| Nicht gestartet |    |     |                           |                                     |                       |     |
| 24              | C1 | 14  | Richard Lloyd Racing      | James Weaver Derek Bell             | Porsche 962C GTi      | 1   |
| 25              | C1 | 61  | Team Sauber Mercedes      | Mauro Baldi Jean-Louis Schlesser    | Sauber-Mercedes C9/88 | 2   |

1 Unfall im Warm-Up
2 Unfall im Training

### Nur in der Meldeliste
Zu diesem Rennen sind keine weiteren Meldungen bekannt.

### Klassensieger
| Klasse | Fahrer        | Fahrer         | Fahrzeug     | Platzierung im Gesamtklassement |
| ------ | ------------- | -------------- | ------------ | ------------------------------- |
| C1     | Eddie Cheever | Martin Brundle | Jaguar XJR-9 | Gesamtsieg                      |
| C2     | Gordon Spice  | Ray Bellm      | Spice SE88C  | Rang 7                          |

### Renndaten
- Gemeldet: 25
- Gestartet: 23
- Gewertet: 17
- Rennklassen: 2
- Zuschauer: 50000
- Wetter am Renntag: warm und trocken
- Streckenlänge: 3,312 km
- Fahrzeit des Siegerteams: 2:30:04,979 Stunden
- Gesamtrunden des Siegerteams: 109
- Gesamtdistanz des Siegerteams: 361,012 km
- Siegerschnitt: 144,325 km/h
- Pole Position: Jean-Louis Schlesser – Sauber-Mercedes C9/88 (#61) – 1:14,350 = 160,368 km/h
- Schnellste Rennrunde: Jean-Louis Schlesser – Sauber-Mercedes C9/88 (#61T) – 1:18,464 = 151,969 km/h
- Rennserie: 2. Lauf zur Sportwagen-Weltmeisterschaft 1988